# CentOS Stream
CentOS Stream은 페도라 리눅스의 업스트림 개발과 레드햇 엔터프라이즈 리눅스의 다운스트림 개발 사이에 미드스트림으로 존재하는 리눅스 배포판이다. CentOS Stream은 메타 플랫폼스 및 트위터에서 사용되고 있다.

## 역사
최초 릴리스인 CentOS Stream 8은 CentOS 8과 동시에 2019년 9월 24일에 릴리스되었다. CentOS 8이 지원 중단되자 CentOS 프로젝트는 CentOS Linux 8에서 CentOS Stream 8로 변환하는 간단한 도구들을 제공했다. 2021년 1월 13일, CentOS 이사회는 메타 플랫폼스, 트위터 및 버라이즌 엔지니어가 제안한 대규모 인프라에서 CentOS Stream 배포를 지원하고 패키지 및 도구에 대한 협업을 촉진하는 Hyperscale SIG 설립을 승인했다.
CentOS Stream 9는 IBM Z 아키텍처를 지원하며, 2021년 12월 3일에 출시되었다.

## 출시 내역
| 버전                                     | 출시일     | 지원 종료일 | 커널 버전 | 아키텍처                      |
| ---------------------------------------- | ---------- | ----------- | --------- | ----------------------------- |
| 8                                        | 2019-09-24 | 2024-05-31  | 4.18.0    | x86-64, ARM64, ppc64le        |
| 9                                        | 2021-12-03 | 2027 (추정) | 5.14.0    | x86-64, ARM64, ppc64le, s390x |
| 오래된 버전오래된 버전, 지원 중최신 버전 |            |             |           |                               |